# Veljun
Veljun falu Horvátországban, Károlyváros megyében. Közigazgatásilag Szluinhoz tartozik.

## Fekvése
Károlyvárostól 28 km-re délre, községközpontjától 16 km-re északra a Kordun területén, a Korana jobb partján fekszik.

## Története
1857-ben 482, 1910-ben 612 lakosa volt. Trianonig Modrus-Fiume vármegye Szluini járásához tartozott. 1941. május 9-én az usztasák Blagajon mintegy négyszáz 16 és 60 év közötti veljuni és környékbeli szerbet mészároltak le. 1991-ben Veljun is a kraninai szerb köztársaság része lett. A horvátok 1995. augusztus 6-án a Vihar hadművelet során foglalták vissza a települést. A szerb lakosság nagy része elmenekült. 2011-ben a falunak 114 lakosa volt.

## Lakosság
| Lakosság változása | Lakosság változása | Lakosság változása | Lakosság változása | Lakosság változása | Lakosság változása | Lakosság változása | Lakosság változása | Lakosság változása | Lakosság változása | Lakosság változása | Lakosság változása | Lakosság változása | Lakosság változása | Lakosság változása | Lakosság változása |
| ------------------ | ------------------ | ------------------ | ------------------ | ------------------ | ------------------ | ------------------ | ------------------ | ------------------ | ------------------ | ------------------ | ------------------ | ------------------ | ------------------ | ------------------ | ------------------ |
| 1857               | 1869               | 1880               | 1890               | 1900               | 1910               | 1921               | 1931               | 1948               | 1953               | 1961               | 1971               | 1981               | 1991               | 2001               | 2011               |
| 482                | 512                | 488                | 542                | 560                | 612                | 551                | 681                | 482                | 528                | 522                | 490                | 416                | 367                | 114                | 114                |

## Nevezetességei
Az Úr Feltámadása tiszteletére szentelt szerb pravoszláv temploma 1824-ben épült. 1942-ben a második világháború idején usztasák gyújtották fel. Azóta romokban áll.